# Большая Неклиновка
Большая Неклиновка — село в Неклиновском районе Ростовской области.
Административный центр Большенеклиновского сельского поселения.

## Население
| 2010 |
| ---- |
| 1012 |

## Улицы
| - пер. Горный, - пер. Малый, - пер. Мирный, - ул. Молодёжная, - пер. Памятный, | - пер. Солнечный, - пер. Спортивный, - ул. Строительная, - пер. Цыбули, - ул. Школьная. |